# Walley Barnes
Wallace „Walley“ Barnes (* 16. Januar 1920 in Brecon; † 4. September 1975) war ein walisischer Fußballspieler und Moderator.

## Leben und Karriere
Barnes begann seine Karriere als Mittelstürmer, während der Kriegszeit, beim FC Southampton. 1943 kam er zum FC Arsenal, wo er als Allrounder überall eingesetzt wurde, inklusive als Torhüter. 1944 verletzte Barnes sich schwer am Knie. Sein Comeback kam erst zwei Jahre später bei seinem offiziellen Ligadebüt gegen Preston North End am 9. November 1946. Mit den Gunners gewann er zwei englische Meisterschaften und einmal den englischen Pokal. 1953 – in der Meistersaison – konnte Barnes aufgrund alter Kniebeschwerden nicht aktiv für die Gunners spielen, wurde aber als verletzter Spieler trotzdem Meister. Der designierte Elfmeterschütze der Gunners beendete seine aktive Karriere 1956. International spielte Barnes 22 Mal für die walisische Fußballnationalmannschaft. Sein Debüt gab er am 18. Oktober 1947 gegen England und wurde sogar Kapitän des Nationalteams. Nach seinem Karriereende wurde er Fernsehmoderator für die BBC. Er kommentierte zahlreiche wichtige Pokalfinale und Spiele der ersten englischen Spielklasse. Barnes brachte sogar eine Biografie auf den Markt mit dem Namen „Captain of Wales“. Bis zu seinem Tode im Jahr 1975, im Alter von 55 Jahren, arbeitete er als BBC-Moderator.

## Stationen
- FC Arsenal (1944–1958) (294 Einsätze / 12 Tore)

### Erfolge
- 1 × englischer Meister mit dem FC Arsenal (1948)
- 1 × englischer Pokalsieger mit dem FC Arsenal (1950)